# Paraplexippus
Genre
Paraplexippus est un genre d'araignées aranéomorphes de la famille des Salticidae.

## Distribution
Les espèces de ce genre sont endémiques de Cuba.

## Liste des espèces
Selon World Spider Catalog (version 18.0, 2/05/2017) :
- Paraplexippus quadrisignatus Franganillo, 1930
- Paraplexippus sexsignatus Franganillo, 1930

## Publication originale
- Franganillo, 1930 : Arácnidos de Cuba: Mas arácnidos nuevos de la Isla de Cuba. Memorias del Instituto Nacional de Investigaciones Científicas, vol. 1, p. 47-99.